# Казанка (приток Чузика)
Казанка (в верховье — Большая Казанка) — река в Томской области России. Устье реки находится в 293 км по правому берегу реки Чузик. Длина реки составляет 71 км. Притоки — Малая Казанка, Кислая.
Высота истока — 143 м над уровнем моря. Площадь водосборного бассейна — 664 км².

## Данные водного реестра
По данным государственного водного реестра России относится к Верхнеобскому бассейновому округу, водохозяйственный участок реки — Обь от впадения реки Кеть до впадения реки Васюган, речной подбассейн реки — Кеть. Речной бассейн реки — (Верхняя) Обь до впадения Иртыша.